# Thief: Deadly Shadows
Thief: Deadly Shadows é um jogo eletrônico de stealth desenvolvido pela Ion Storm e distribuído pela Valve usando o motor Unreal Engine 2. O jogador assume o papel de Garrett, um ladrão mestre e está situado num mundo de fantasia semelhante a Idade Média, com tecnologias mais avançadas intercaladas. É o terceiro jogo da série.
Uma das grandes novidades do jogo foi a capacidade de explorar a cidade. Enquanto os jogos anteriores Garrett era enviado sempre em missão reta, Thief: Deadly Shadows lhe permite andar pelas ruas da cidade entre as missões onde ele pode roubar transeuntes, no dia a dia os habitantes da cidade, fazendo sua própria busca de sidequests, além de grandes missões na história. O jogo também introduziu uma capacidade de alternar as vistas entre primeira e terceira pessoas.
Foi lançado para Microsoft Windows e Xbox em 2004, em 25 de maio na América do Norte, e em 11 de junho na Europa. Seu desenvolvimento para ambas as plataformas foi iniciado simultaneamente. Como seus predecessores, Thief: Deadly Shadows recebeu críticas quase globalmente positivas. Um follow-up para este jogo, Thief 4, está confirmado para ir para desenvolvimento pela Eidos Montreal Studio.